# SIMULATION
『SIMULATION』（シミュレーション）は1985年12月4日にリリースされた門あさ美の8枚目のアルバムである。ユニオンレコードからの最後のオリジナルアルバムとなった。2007年10月17日 に CD BOX 『fountain in fountain asami kado -asami kado 1979～2002 box-』において初CD化された。

## 解説
音響や歓声をシミュレートさせた擬似ライヴ・アルバムとなっている。

## アートワーク、パッケージ
LPジャケットサイズの 16ページあるストーリー･ブックが封入された。

## 収録曲

### Side A
1. オープニング
2. ファッシネイション
作詞：岡田冨美子　作曲：門あさ美　編曲：SARAH
3. LONELY LONELY
作詞・作曲：門あさ美　編曲：SARAH
4. 月下美人
作詞・作曲：門あさ美　編曲：SARAH

### Side B
1. 美姫伝説
作詞・作曲：門あさ美　編曲：SARAH
2. NIGHT
作詞・作曲：門あさ美　編曲：SARAH
3. お好きにどうぞ～お好きにせめて～
作詞・作曲：門あさ美　編曲：SARAH

## リリース日一覧
| 地域 | リリース日    | レーベル | 規格     | カタログ番号 | 備考 |
| ---- | ------------- | -------- | -------- | ------------ | ---- |
| 日本 | 1985年12月4日 | ユニオン | 30cmLP   | PU-31        |      |
| 日本 | 1985年12月4日 | ユニオン | カセット | U4AB-7       |      |